# جمال ابوشماله
جمال ابوشماله (عربی: جمال أبو شمالة؛ زادهٔ ۲۵ ژوئیهٔ ۱۹۸۷) بازیکن بسکتبال اهل ایالات متحده آمریکا است.